# WrestleMania XXVII
WrestleMania XXVII va ser la vint-i-setena edició de WrestleMania, un esdeveniment anual de pagament de lluita lliure produït per la World Wrestling Entertainment. Va tenir lloc el 3 d'abril de 2011 al Georgia Dome, a la ciutat d'Atlanta (Geòrgia). El tema oficial de l'edició va ser Written in the Stars, interpretada per Tinie Tempah.

## Argument
Des de l'any 1993 el guanyador del Royal Rumble que consisteix a eliminar a 29 lluitadors o 39 en el cas del Royal Rumble (2011) per sobre de la tercera corda aconsegueix una oportunitat titular pel Campionat de la WWE o pel Campionat mundial de pes pesant de la WWE en el event principal de WrestleMania. Alberto Del Río va guanyar el Royal Rumble, escollint el 31 de gener lluitar contra Edge per al Campionat mundial de pes pesant de la WWE.
A Elimination Chamber (2011) John Cena va guanyar la Elimination Chamber Match corresponen a la marca Raw guanyant una oportunitat per lluitar pel Campionat de la WWE a WrestleMania.
L'empresa va estar setmanes fent promocions amb data del dia 21 de febrer de 2011 amb un personatge misteriós que faria el seu retorn en aquella data. El 21 de febrer a Raw es va fer conèixer que The Undertaker era el lluitador dels vídeos. Quan el Deadman arribà al ring un altre lluitador va marcar el seu retorn, es tractava de Triple H, qui va reptar al primer a un combat a WrestleMania.

## Lluites pactades
- Campionat mundial de pes pesant de la WWE: Edge (c) vs. Alberto Del Rio
- Campionat de la WWE: The Miz (c) vs. John Cena
- Triple H vs. The Undertaker
- Randy Orton vs. CM Punk
- Jerry Lawler vs. Michael Cole (amb Jack Swagger)